# Fabián C. Barrio
Fabián C. Barrio (Santiago de Compostela, 5 de noviembre de 1973) es un empresario, escritor y viajero español, conocido por haber dado la vuelta al mundo en moto y haber protagonizado proyectos que conjugan el viaje de aventura y la acción social. Actualmente mantiene un canal de opinión, reseñas y divulgación en YouTube. Vive en la ciudad de Pafos, al oeste de Chipre. 

## Biografía
Nacido en el seno de una familia de maestros, vivió su infancia en la localidad coruñesa de Padrón y en Lisboa. Estudió Psicología Social en la Universidad de Santiago de Compostela y dedicó sus primeros años de vida laboral al doblaje y al periodismo en medios locales, escribiendo artículos de opinión en La Voz de Galicia, El Correo Gallego, y realizando tareas de locutor y productor en las emisoras Onda Cero y RadioVoz, carrera a la que dedicó ocho años. Tras once años como empresario de Internet en Madrid, período en el que siguió colaborando en prensa presentando durante tres temporadas el programa de televisión Conectados, renunció a su vida convencional y emprendió un viaje alrededor del mundo en moto y en solitario, que tardaría dos años en completar. Tras la conclusión de ese viaje, escribió el libro Salí a dar una vuelta, de corte autobiográfico.
Su siguiente expedición sería consagrada a la infancia, bajo el nombre de Proyecto Suraj: tras haber conocido durante la vuelta al mundo el drama de niños nepalíes esclavizados en circos indios, decidió recorrer en moto y en solitario la distancia entre España y Nepal para documentar y denunciar la historia y hacer entrega de una donación y de toda la documentación recabada con cámara oculta a la ONG británica The Esther Benjamin Trust, especializada en el rescate de niños en circos. Fruto de ese viaje, publicó la novela Malabar, en la que narra las experiencias de un niño esclavizado en un circo de Kerala.

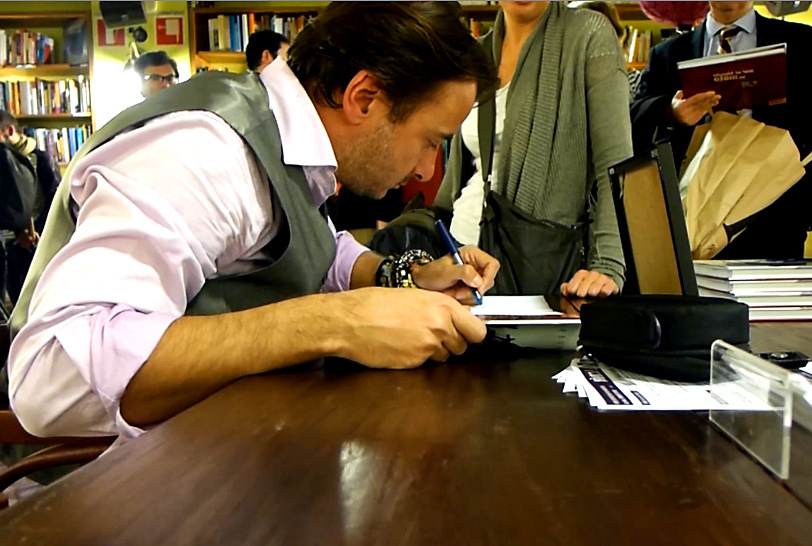
Fabián Barrio durante una firma de libros en Barcelona

En enero de 2015 emprendió un nuevo proyecto, denominado La Ruta Mainumbí con el objetivo de llevar el cine a los rincones más remotos de América Latina y donar motos a las ONG CESAL y Energía Sin Fronteras, para facilitar su movilidad y ampliar su rango de acción.
Ha publicado con Anaya el libro de gran formato Las mejores rutas por el mundo en moto en el que describe los rincones más impactantes de sus viajes por más de ochenta países. Asimismo, ha colaborado narrando sus viajes en los espacios radiofónicos Protagonistas (temporada 2010, Punto Radio), Te doy mi palabra (temporada 2011, Onda Cero) y Espacio en Blanco (temporadas 2014 y 2015, Radio Nacional) y en diversas revistas de motociclismo.
Es políglota, pues habla fluidamente desde la infancia cinco lenguas: español, inglés, francés, portugués y gallego. Además mantiene un nivel inicial en italiano. 

## Obras
- Barrio, Fabian C. (2012). Salí a dar una Vuelta. 2TMoto. p. 515. ISBN 9788461598953. Archivado desde el original el 6 de febrero de 2015. Consultado el 3 de marzo de 2015.

- Barrio, Fabian C. (2014). Malabar. Xplora. p. 300. ISBN 9788415797289. Archivado desde el original el 23 de mayo de 2015. Consultado el 3 de marzo de 2015.

- Barrio, Fabian C. (2014). Las mejores rutas por el mundo en moto. Anaya. p. 220. ISBN 9788415797289. Archivado desde el original el 2 de febrero de 2015. Consultado el 3 de marzo de 2015.

- Barrio, Fabian C. (2015). Morador del asfalto. 2TMoto. p. 427. ISBN 9788460826309. Archivado desde el original el 22 de octubre de 2015. Consultado el 25 de septiembre de 2015.

- Barrio, Fabian C. (2024). Usted se encuentra aquí. Deusto. p. 387. ISBN 978-84-234-3779-5. Consultado el 25 de septiembre de 2024.